# 干沙路·查維亞·洛迪古斯
干沙路·查維亞·洛迪古斯·普拉多（西班牙語：Gonzalo Javier Rodríguez Prado；1984年4月10日—）是一名阿根廷足球運動員，擔任後衛。通常他的球衣都只印上“Gonzalo”。
洛迪古斯主要擔任中堅，2002年在阿根廷甲組聯賽的球隊聖羅倫素開始職業生涯。2003年至2005年期間，洛迪古斯曾入選阿根廷國家足球隊，但同時亦曾代表阿根廷20歲以下國家隊參加2003年世青盃。
2006年8月，洛迪古斯的右膝十字韌帶撕裂，結果至2007年4月才復原，但在6月該處再度受傷。
洛迪古斯曾時是比利亞雷亞爾的主力球員，主要與戈丁搭檔。

## 外部連結
- 衛報數據
- "National Football TeamsCareer"網站 干沙路·洛迪古斯資料 （页面存档备份，存于）
- （西班牙文） Argentine Primera 數據